# قسم زنغلانلو الريفي (مقاطعة درغز)
قسم زنغلانلو الريفي (بالفارسية: دهستان زنگلانلو) هي قسم تقع في إيران في ناحية لطف أباد. يقدر عدد سكانها بـ 5,180 نسمة .